# Plenardoa semiseriata
Plenardoa semiseriata is een zeester uit de familie Ophidiasteridae.
De wetenschappelijke naam van de soort werd in 1866 gepubliceerd door Carl Eduard von Martens.